# Feketeüstökű kacérkolibri
A feketeüstökű kacérkolibri (Lophornis helenae) a madarak osztályának sarlósfecske-alakúak (Apodiformes) rendjébe és a kolibrifélék (Trochilidae) családjába tartozó faj.

## Rendszerezése
A fajt Adolphe Delattre francia ornitológus írta le 1843-ban, az Ornismya nembe Ornismya helenae néven.

## Előfordulása
Mexikó déli részén, Belize, Costa Rica, Guatemala, Honduras és Nicaragua területén honos. Természetes élőhelyei a szubtrópusi és trópusi síkvidéki és hegyi esőerdők, valamint másodlagos erdők.

## Megjelenése
Testhossza 7 centiméter, testtömege 2,5-3 gramm. A hím zöld fején fekete üstököt visel.
|  |

## Természetvédelmi helyzete
Az elterjedési területe nagyon nagy, egyedszáma viszont ismeretlen. A Természetvédelmi Világszövetség Vörös listáján nem fenyegetett fajként szerepel.